# Cuencas costeras quebrada Pan de Azúcar-río Salado (Chañaral)
Cuencas costeras quebrada Pan de Azúcar-río Salado (Chañaral) es el nombre dado al ítem 031 del inventario de cuencas de Chile que comprende las hoyas hidrográficas exorreicas costeras quebrada Pan de Azúcar (incluida) hasta la divisoria de aguas con el río Salado (Chañaral). Se subdivide en 2 subcuencas y 7 subsubcuencas con un total de 6627 km².
Existe poca información sobre este grupo de cuencas. El informe Informe técnico sistema territorial cuencas hidrográficas, Región de Atacama lo señala en el mapa de la página 12, pero en la página 19 ya lo incluye en la cuenca del río Salado.

Cuencas costeras quebrada Pan de Azúcar-río Salado (Chañaral).

## Límites

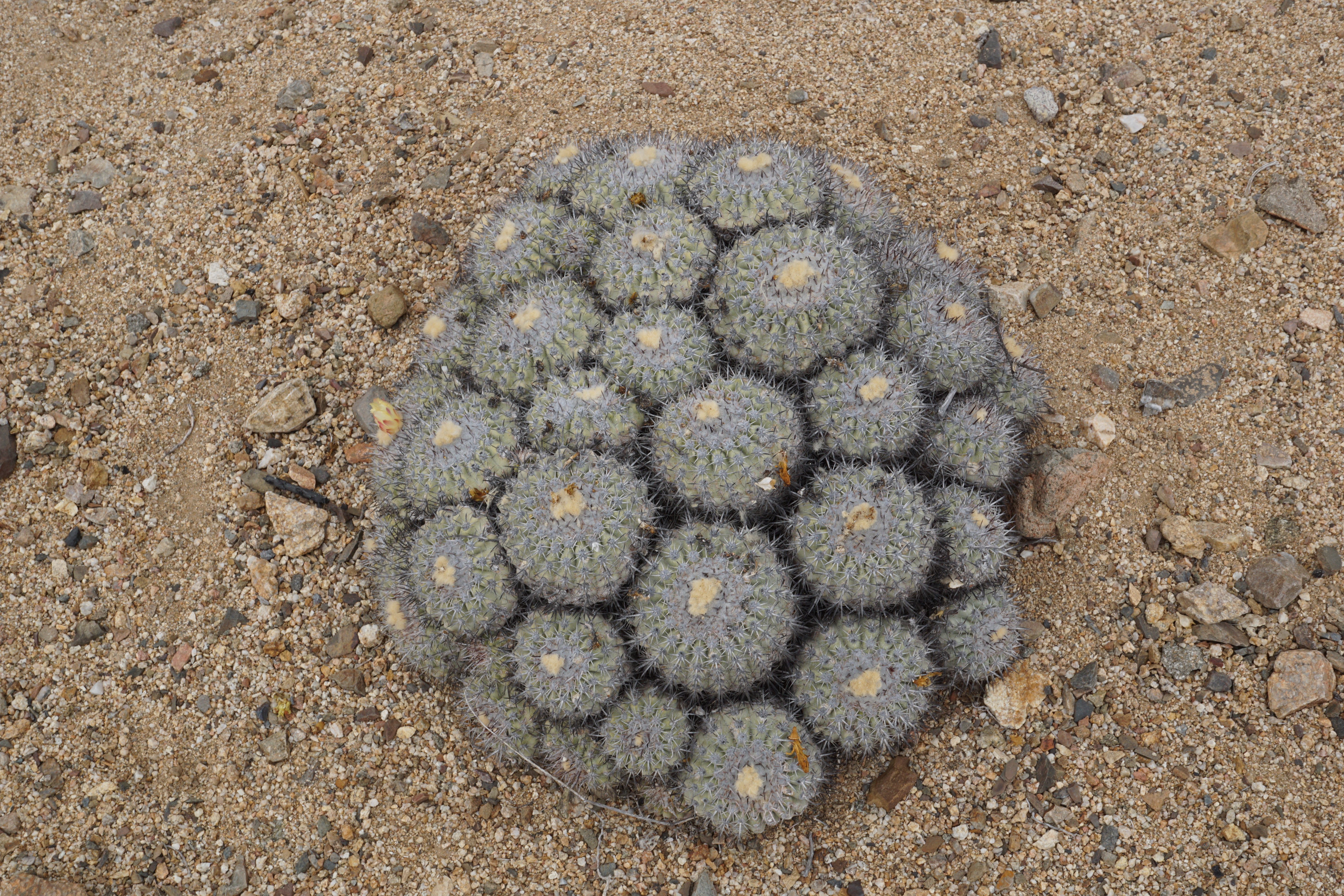
Cactus en la quebrada pan de Azúcar.

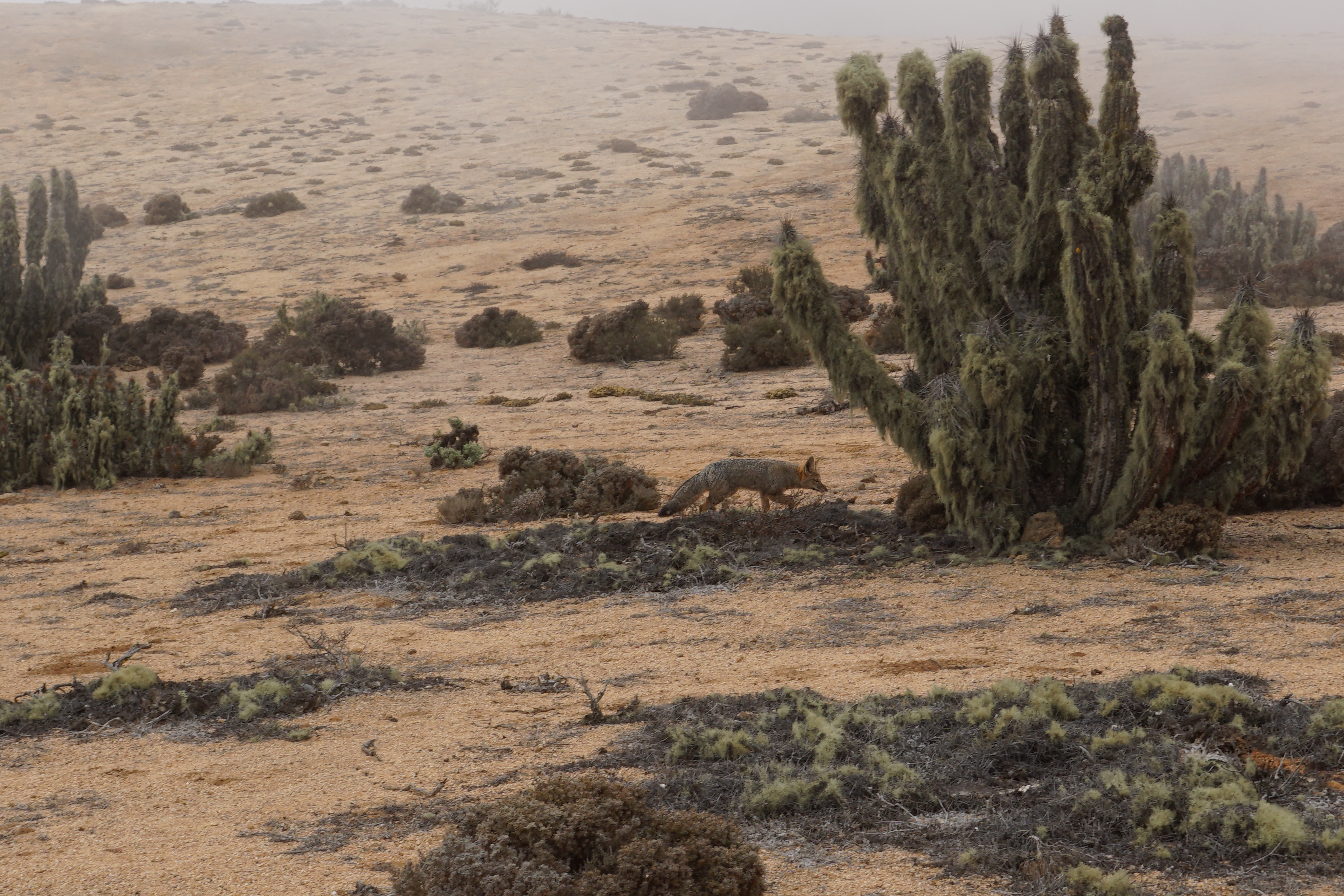
Zorro en la quebrada Pan de Azúcar.

El ítem 031 limita al norte con las cuencas costeras entre quebrada La Negra y quebrada Pan de Azúcar, al sur con la cuenca del río Salado (Chañaral) y al oriente con las cuencas endorreicas entre frontera y vertiente del Pacífico de las que están separadas por la cordillera de Domeyko.

## Población y regiones
Las cuencas están ubicadas dentro de los límites político-administrativos de las Regiones de Antofagasta (29% de superficie) y Atacama (71% de superficie), pero no hay información sobre asentamientos humanos.
En el siglo XIX se formó la placilla de Sierra Esmeralda (al noroeste de Diego de Almagro (Chile)), que llegó a tener 2000 habitantes y aun figura en el mapa de Risopatrón, Ossandón y Boloña de 1908.

## Subdivisiones
La Dirección General de Aguas subdivide o reúne las cuencas de Chile acorde a las necesidades de estudio y gestión. Existen dos inventarios que han logrado ser aceptados como principales, el del inventario de cuencas del Banco Nacional de Aguas (BNA) de 1978, de mayor uso, y el inventario de cuencas del Departamento de Administración de Recursos Hídricos (DARH) de 2014 de mejor cartografía que ha obligado a redefinir algunos límites, a veces con cambios mayores, pero también por algunas redefiniciones del concepto de subcuenca.
Bajo el BNA el código del ítem es 031 y con el DARH es 0301 y un ítem más el 0302.
La subdivisión del BNA es como sigue:
| Cuenca                                                                                   | Sub- cuenca | Subsub- cuenca | Aguas                                                                             | Área drenaje km2 | Observaciones |
| ---------------------------------------------------------------------------------------- | ----------- | -------------- | --------------------------------------------------------------------------------- | ---------------- | ------------- |
| 031 Categoría:Cuencas costeras Quebrada Pan de Ázucar-Río Salado (Chañaral) (031) (mapa) |             |                |                                                                                   |                  |               |
| 031                                                                                      | 0310        | 03100          | Quebrada de Juncal de Carrizalillo Hasta Junta Quebrada del Carrizo               | 1479             |               |
| 031                                                                                      | 0310        | 03101          | Quebrada de La Encantada y del Salitre                                            | 698              |               |
| 031                                                                                      | 0310        | 03102          | Quebrada del Carrizo Hasta Junta Quebrada de Carrizalillo                         | 572              |               |
| 031                                                                                      | 0310        | 03103          | Quebrada de Carrizalillo Entre Quebrada del Carrizo y Quebrada de Doña Inés Chica | 910              |               |
| 031                                                                                      | 0310        | 03104          | Quebrada de Doña Inés Chica                                                       | 1433             |               |
| 031                                                                                      | 0310        | 03105          | Quebrada Pan de Azúcar Entre Quebrada de Doña Inés Chica y Desembocadura          | 795              |               |
| 031                                                                                      | 0311        | 03110          | Quebradas Peralillo y Agua Hedionda                                               | 740              |               |
| total:                                                                                   | 2           | 7              | Región: II - III ((29 - 71)%) / Tipo: Exorreica / Desemb.: O. Pacífico            | 6627             |               |

La disposición de cuencas en el inventario DARH es la siguiente:
| Código      | Nombre                                                                            | Código en mapa                | Tipología de cuenca           | Vertiente de cuenca           | Origen de cuenca              | Temperatura media anual (C°)  | Temperatura máxima (C°)       | Temperatura mínima (C°)       | Precipitación anual (mm)      | Número de estaciones fluviométricas | Número de estaciones pluviométricas | Área (km²)                    |
| ----------- | --------------------------------------------------------------------------------- | ----------------------------- | ----------------------------- | ----------------------------- | ----------------------------- | ----------------------------- | ----------------------------- | ----------------------------- | ----------------------------- | ----------------------------------- | ----------------------------------- | ----------------------------- |
| 0301        | Cuenca Quebrada Pan de Azúcar                                                     | Cuenca Quebrada Pan de Azúcar | Cuenca Quebrada Pan de Azúcar | Cuenca Quebrada Pan de Azúcar | Cuenca Quebrada Pan de Azúcar | Cuenca Quebrada Pan de Azúcar | Cuenca Quebrada Pan de Azúcar | Cuenca Quebrada Pan de Azúcar | Cuenca Quebrada Pan de Azúcar | Cuenca Quebrada Pan de Azúcar       | Cuenca Quebrada Pan de Azúcar       | Cuenca Quebrada Pan de Azúcar |
| 030100      | Quebrada Pan de Azúcar                                                            | 0                             | Exorreica                     | Pacífico                      | Pluvial                       | 17.5                          | 26.2                          | 8.6                           | 15.2                          | 0                                   | 0                                   | 790.8                         |
| 03010000    | Quebrada de Carrizalillo entre Quebrada del Carrizo y Quebrada de Dona Inés Chica | 10                            | Exorreica                     | Pacífico                      | Pluvial                       | 16.3                          | 25.5                          | 6.4                           | 10.3                          | 0                                   | 0                                   | 878.0                         |
| 0301000000  | Quebrada del Carrizo hasta junta Quebrada de Carrizalillo                         | 11                            | Exorreica                     | Pacífico                      | Pluvial                       | 12.7                          | 21.0                          | 3.6                           | 13.6                          | 0                                   | 0                                   | 626.1                         |
| 03010000000 | Quebrada de La Encantada y del Salitre                                            | 12                            | Exorreica                     | Pacífico                      | Pluvial                       | 6.3                           | 14.8                          | -3.1                          | 27.7                          | 0                                   | 0                                   | 634.5                         |
| 0301000001  | Quebrada de Juncal de Carrizalillo hasta junta Quebrada del Carrizo               | 13                            | Exorreica                     | Pacífico                      | Pluvial                       | 11.1                          | 19.6                          | 1.7                           | 15.2                          | 0                                   | 0                                   | 1565.2                        |
| 03010001    | Quebrada de Dona Inés Chica                                                       | 14                            | Exorreica                     | Pacífico                      | Pluvial                       | 14.1                          | 22.4                          | 5.1                           | 13.6                          | 0                                   | 0                                   | 1390.7                        |
| 0302        | Cuencas Costeras entre Quebrada Pan de Azúcar y Río Salado                        | 0                             | Exorreica                     | Pacífico                      | Pluvial                       | 17.2                          | 25.9                          | 8.4                           | 16.1                          | 0                                   | 0                                   | 740.8                         |

## Hidrología

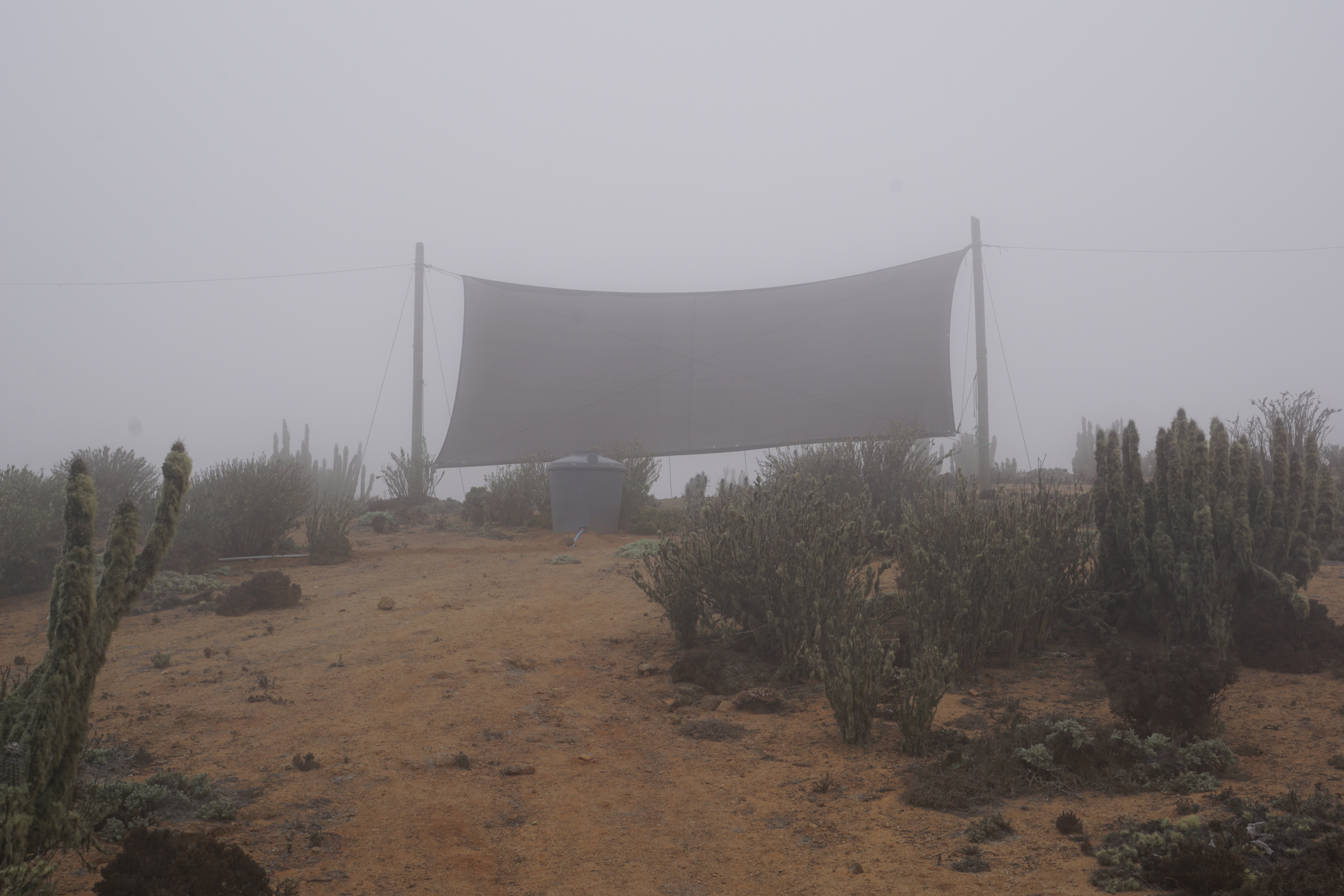
Atrapanieblas en la quebrada Pan de Azúcar.

### Red hidrográfica
Los cauces considerados en esta categoría son:

### Desaladoras
En la caleta Pan de Azúcar (26.141854918827544 S, 70.66168054516356 W) funciona una pequeña planta desaladora que suministra 8000 litros por día y es energizada con energía solar. Toda la instalación tuvo un costo de $98.000.000 en 2019.

### Glaciares
Dada la baja altitud de las cimas circundantes, no hay depósitos de nieve ni hielo en la zona.

## Clima

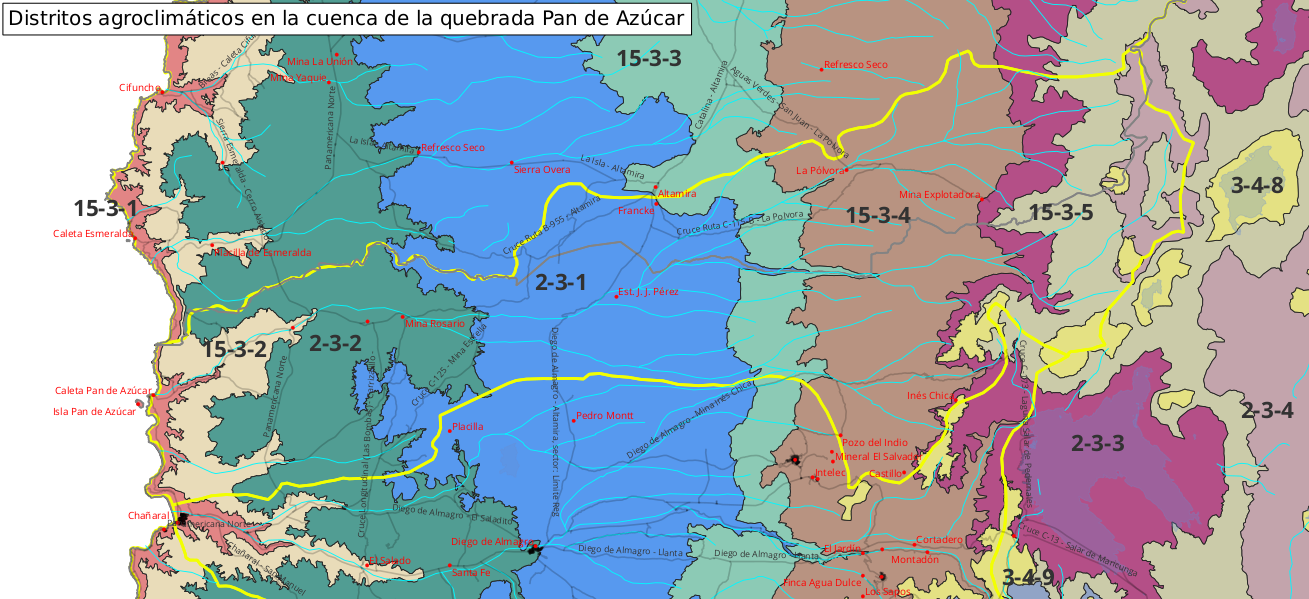
Distritos agroclimáticos en la cuenca de la quebrada Pan de Ázucar.

El Atlas agroclimático de Chile distingue 10 distritos agroclimáticos en la cuenca:
- 15-3-1  Desierto con influencia marina y régimen de humedad xérico (BWnXe). La temperatura oscila entre un máximo de enero de 24,8 °C y un mínimo de julio de 10,4 °C. En todo el año no tiene heladas. El periodo de temperaturas favorables a la actividad vegetativa dura 12 meses. Registra anualmente 2.487 días grado y 1 hora de frío acumulada hasta el 31 de julio. La precipitación media anual es de 10 mm y un periodo seco de 12 meses, con un déficit hídrico de 1.629 mm/año. El período húmedo dura 0 meses durante los cuales se produce un excedente hídrico de 0 mm.
- 15-3-2  Desierto con influencia marina y régimen de humedad xérico (BWnXe). La temperatura oscila entre un máximo de enero de 27,7 °C y un mínimo de julio de 9,1 °C. En todo el año no tiene heladas. El periodo de temperaturas favorables a la actividad vegetativa dura 12 meses. Registra anualmente 2788 días grado y 12 horas de frío acumuladas hasta el 31 de julio. La precipitación media anual es de 2 mm y un periodo seco de 12 meses, con un déficit hídrico de 1828 mm/año. El período húmedo dura 0 meses durante los cuales se produce un excedente hídrico de 0 mm.
- 2-3-2  Desierto con influencia marina y régimen de humedad xérico (BWnXe). La temperatura oscila entre un máximo de enero de 28,2 °C y un mínimo de julio de 7,3 °C. Tiene un promedio de 345 días consecutivos libres de heladas. En el año se registra un promedio de 0 heladas. El período de temperaturas favorables a la actividad vegetativa dura 12 meses. Registra anualmente 2417 días grado y 80 horas de frío acumuladas hasta el 31 de julio. La precipitación media anual es de 6 mm y un período seco de 12 meses, con un déficit hídrico de 1757 mm/año. El período húmedo dura 0 meses durante los cuales se produce un excedente hídrico de 0 mm.
- 2-3-1  Desierto interior y régimen de humedad xérico (BWXe). La temperatura oscila entre un máximo de enero de 28,8 °C y un mínimo de julio de 6 °C. Tiene un promedio de 339 días consecutivos libres de heladas. En el año se registra un promedio de 2 heladas. El periodo de temperaturas favorables a la actividad vegetativa dura 12 meses. Registra anualmente 2490 días grado y 154 horas de frío acumuladas hasta el 31 de julio. La precipitación media anual es de 0 mm y un periodo seco de 12 meses, con un déficit hídrico de 2018 mm/año. El período húmedo dura 0 meses durante los cuales se produce un excedente hídrico de 0 mm.
- 15-3-3  Desierto interior y régimen de humedad xérico (BWXe). La temperatura oscila entre un máximo de enero de 26,5 °C y un mínimo de julio de 3,4 °C. Tiene un promedio de 186 días consecutivos libres de heladas. En el año se registra un promedio de 25 heladas. El periodo de temperaturas favorables a la actividad vegetativa dura 12 meses. Registra anualmente 1769 días grado y 588 horas de frío acumuladas hasta el 31 de julio. La precipitación media anual es de 4 mm y un periodo seco de 12 meses, con un déficit hídrico de 2155 mm/año. El período húmedo dura 0 meses durante los cuales se produce un excedente hídrico de 0 mm.
- 15-3-4  Desierto de altura y régimen de humedad xérico (BWHXe). La temperatura oscila entre un máximo de enero de 20 °C y un mínimo de julio de -0,1 °C. Tiene un promedio de 0 días consecutivos libres de heladas. En el año se registra un promedio de 157 heladas. El periodo de temperaturas favorables a la actividad vegetativa dura 5 meses. Registra anualmente 700 días grado y 1311 horas de frío acumuladas hasta el 31 de julio. La precipitación media anual es de 38 mm y un periodo seco de 12 meses, con un déficit hídrico de 2058 mm/año. El período húmedo dura 0 meses durante los cuales se produce un excedente hídrico de 0 mm.
- 2-3-3  Estepa de altura fría con régimen de humedad xérico (BSkXe). La temperatura oscila entre un máximo de enero de 15,4 °C y un mínimo de julio de -4 °C. Tiene un promedio de 0 días consecutivos libres de heladas. En el año se registra un promedio de 321 heladas. El período de temperaturas favorables a la actividad vegetativa dura 0 meses. Registra anualmente 211 días grado y 1909 horas de frío acumuladas hasta el 31 de julio. La precipitación media anual es de 61 mm y un período seco de 12 meses, con un déficit hídrico de 1798 mm/año. El período húmedo dura 0 meses durante los cuales se produce un excedente hídrico de 0 mm.
- 15-3-5  Estepa de altura fría con régimen de humedad xérico (BSkXe). La temperatura oscila entre un máximo de enero de 11,4 °C y un mínimo de julio de -7 °C. Tiene un promedio de 0 días consecutivos libres de heladas. En el año se registra un promedio de 360 heladas. El periodo de temperaturas favorables a la actividad vegetativa dura 0 meses. Registra anualmente 81 días grado y 1889 horas de frío acumuladas hasta el 31 de julio. La precipitación media anual es de 108 mm y un periodo seco de 12 meses, con un déficit hídrico de 1559 mm/año. El período húmedo dura 0 meses durante los cuales se produce un excedente hídrico de 0 mm.
- 2-3-4  Estepa de altura fría con régimen de humedad xérico (BSkXe). La temperatura oscila entre un máximo de enero de 11,8 °C y un mínimo de julio de -10,3 °C. Tiene un promedio de 0 días consecutivos libres de heladas. En el año se registra un promedio de 365 heladas. El período de temperaturas favorables a la actividad vegetativa dura 0 meses. Registra anualmente 61 días grado y 1800 horas de frío acumuladas hasta el 31 de julio. La precipitación media anual es de 119 mm y un período seco de 12 meses, con un déficit hídrico de 1511 mm/año. El período húmedo dura 0 meses durante los cuales se produce un excedente hídrico de 0 mm.
- 3-4-8  Estepa de altura fría con régimen de humedad xérico (BSkXe). La temperatura oscila entre un máximo de enero de 13,2 °C y un mínimo de julio de -4 °C. Tiene un promedio de 0 días consecutivos libres de heladas. En el año se registra un promedio de 272 heladas. El periodo de temperaturas favorables a la actividad vegetativa dura 0 meses. Registra anualmente 145 días grado y 2.001 horas de frío acumuladas hasta el 31 de julio. La precipitación media anual es de 99 mm y un periodo seco de 12 meses, con un déficit hídrico de 1.603 mm/año. El período húmedo dura 0 meses durante los cuales se produce un excedente hídrico de 0 mm.

## Áreas bajo protección oficial y conservación de la biodiversidad
Las áreas bajo protección oficial pertenecientes al Sistema Nacional de Áreas Silvestres Protegidas por el Estado (SNASPE) que se emplazan en la cuenca corresponden a:
- Parque nacional Pan de Azúcar